# NGC 2303
NGC 2303 је елиптична галаксија у сазвежђу Кочијаш која се налази на NGC листи објеката дубоког неба.
Деклинација објекта је + 45° 29' 36" а ректасцензија 6h 56m 17,4s. Привидна величина (магнитуда) објекта NGC 2303 износи 12,9 а фотографска магнитуда 13,9. NGC 2303 је још познат и под ознакама UGC 3603, MCG 8-13-31, CGCG 234-30, NPM1G +45.0083, PGC 19891.